# Physella hordacea
Physella hordacea är en snäckart som först beskrevs av I. Lea 1864.  Physella hordacea ingår i släktet Physella och familjen blåssnäckor. Inga underarter finns listade i Catalogue of Life.